# Villafranca Padovana
Villafranca Padovana (Viłafranca in veneto) è un comune italiano di 10 617 abitanti della provincia di Padova in Veneto, situato a nord-ovest del capoluogo di provincia.

## Storia
Il nome di Villafranca appare per la prima volta nel 1190 in un documento scritto che riporta l'atto di fondazione della chiesa di Santa Cecilia.

Il toponimo Villafranca si riferisce probabilmente ad una zona libera da dazi sulle merci già costituita da piccoli comuni rurali che tentavano di sottrarsi a vincoli feudali. La posizione del territorio, al confine tra Padova e Vicenza potrebbe inoltre aver favorito il nascere di un centro che poteva godere di particolari esenzioni.

Durante il periodo medievale il territorio di Villafranca fu teatro dei frequenti scontri tra padovani e vicentini fino a quando, col passaggio sotto la dominazione veneziana, si ebbe un duraturo periodo di pace. In quest'epoca vennero intraprese opere di bonifica e canalizzazione e si procedette alla riorganizzazione del paesaggio agrario.
Nel 1499 venne eretto il santuario della Madonna delle Grazie a ricordo dell'apparizione della Madonna ad una fanciulla muta, avvenuta nel 1479. L'edificio conserva all'interno affreschi dell'epoca che descrivono il miracolo e una statua tardogotica della Madonna.
In seguito alla disfatta della Repubblica di Venezia, anche il territorio di Villafranca venne coinvolto nelle trasformazioni apportate dalla dominazione napoleonica e poi austriaca.

Documenti del 1827 testimoniano infatti la presenza a Villafranca di una scuola comunale, di un medico condotto e del servizio delle guardie comunali.

Nei decenni che precedettero l'annessione del Veneto al Regno d'Italia (1866) il territorio di Villafranca fu spesso soggetto a requisizioni di animali e generi alimentari imposte dagli austriaci per esigenze militari.
Nella prima metà del XX secolo, contraddistinta dalla due guerre mondiali, lo stato di povertà e degrado della classe contadina si riacutizzò e solo negli anni '60 cominciò una lenta e graduale ripresa del miglioramento delle condizioni di vita e sociali.

### Simboli
Lo stemma comunale, già in uso nell'Ottocento, è stato riconosciuto con DCG del 25 febbraio 1935.
Il gonfalone, concesso con DPR del 25 luglio 1967, è un drappo interzato in palo di giallo, di bianco e di azzurro.

## Monumenti e luoghi d'interesse

### Architetture civili
- Villa Maschio (Villa Camerini - Villafranca Padovana)
- Villa Suppiej-Busetto (Ronchi di Campanile)

## Società

### Evoluzione demografica
Abitanti censiti

## Cultura

### Istruzione
Villafranca Padovana comprende nel suo sistema di istruzione scolastica anche l'adiacente comune di Campodoro, formando così l'Istituto Comprensivo di Villafranca Padovana.
La scuola statale racchiude sul territorio comunale sia l'istruzione primaria che quella secondaria di primo grado.

## Economia
Nel territorio comunale di Villafranca operano 873 aziende. Di queste, 378 aziende operano nel settore agricolo, mentre il settore artigianale e della piccola e media industria riguarda 324 imprese.
Sono infine presenti 31 attività industriali di notevole importanza.

## Infrastrutture e trasporti

### Ferrovia
A dispetto del nome, si trova nel comune di Villafranca Padovana, più precisamente nella frazione di Ronchi di Campanile, la stazione di Mestrino, sulla linea Milano-Venezia. Inoltre, fino al 1958 Villafranca era servita dalla fermata Villafranca-Vaccarino sulla ferrovia Padova-Piazzola-Carmignano, poi convertita in autolinea.

### Mobilità urbana
- Busitalia-Sita Nord
- APS Holding Padova - Linea 11 (Taggì o Via Due Palazzi - Via Montà - Barriera Trento - Via Giotto - Riviere - Prato della Valle - Via Crescini - Sant'Osvaldo - Via de Lazara)

## Amministrazione
| Periodo | Periodo   | Primo cittadino  |
| ------- | --------- | ---------------- |
| 1995    | 1999      | Mario Chinellato |
| 1999    | 2004      | Domenico Galeota |
| 2004    | 2009      | Beatrice Piovan  |
| 2009    | 2019      | Luciano Salvò    |
| 2019    | 2024      | Fausto Dorio     |
| 2024    | In carica | Luciano Salvò    |